# Campanula gisleri
Campanula gisleri är en klockväxtart som beskrevs av Christian Georg Brügger. Campanula gisleri ingår i släktet blåklockor, och familjen klockväxter. Inga underarter finns listade i Catalogue of Life.